# کنا
کنا (به پرتغالی: Canaã) یک منطقهٔ مسکونی در برزیل است که در میناز ژرایس واقع شده‌است. کنا ۱۷۵ کیلومتر مربع مساحت و ۴٬۵۴۸ نفر جمعیت دارد.